# José Matilde Alcocer
José Matilde Alcocer Pasos (1843 - 9 de mayo de 1886), fue un militar y político mexicano que luchó contra el imperio de Maximiliano de Habsburgo, nacido y fallecido en Mérida, Yucatán. Fue gobernador interino de Yucatán por un breve periodo en 1874, antes de la llegada al poder de Eligio Ancona.

## Datos históricos
El 3 de enero de 1874 la V Legislatura Constitucional del estado de Yucatán declaró nulas las elecciones de gobernador del estado de Yucatán que se habían celebrado el 2 de noviembre de 1873. El 10 de enero siguiente Miguel Castellanos Sánchez, quien siendo vicegobernador del estado había asumido la gubernatura y promulgado la declaratoria de nulidad, entregó el poder público al consejero José Matilde Alcocer para que se encargara interinamente de la gubernatura. El 13 de noviembre de 1874 es nombrado por la misma V legislatura de Yucatán, gobernador provisional del estado Eligio Ancona, connotado jurisconsulto yucateco que había sido enviado por el presidente Benito Juárez para restablecer el orden político en la entidad. Alcocer le entregó el poder.
En 1875, Eligio Ancona y Carlos Peón fueron elegidos gobernador y vicegobernador respectivamente para el periodo que terminaría hasta el 31 de enero de 1878. Sin embargo, el 28 de diciembre de 1876, Eligio Ancona entregó el poder del estado al general Guillermo Palomino, ante el triunfo del Plan de Tuxtepec que llevó a Porfirio Díaz al  poder en México. Poco después se establecerían en Yucatán las autoridades emanadas del propio Plan, encabezadas por Protasio Guerra, comandante militar.